# Marcelino Margalli
Marcelino Margalli (San Juan de Villahermosa, Tabasco, Nueva España, Imperio Español, 15 de mayo de 1774  -  San Juan Bautista, Tabasco, México, 1852) fue un político tabasqueño de ideas conservadoras que llegó a ocupar los cargos de Vicegobernador y gobernador del estado mexicano de Tabasco en tres ocasiones, dos como interino y la última como Gobernador Constitucional. Nació en Villahermosa, Tabasco el 15 de mayo de 1774. Se casó con Maria Manuela Dominguez Alayón viuda de Calletano Carenci nativa de Nacajuca, Tabasco.
Sus primeros estudios los realizó en San Juan de Villahermosa. Posteriormente, se trasladó a San Francisco de Campeche y luego a Mérida en donde continuó con sus estudios de abogado, los cuales no concluyó.

## Gobernador interino de Tabasco

### Primer período
Siendo Gobernador del estado, el liberal Agustín Ruiz de la Peña, se realizó una elección extraordinaria en 1826, para elegir Vicegobernador del estado, resultando electo el conservador Marcelino Margalli, lo que representó serias fricciones con el gobernador Ruiz de la Peña. 
En noviembre de 1826, Margalli se hizo cargo del gobierno del estado por un período de dos meses, en sustitución del gobernador Agustín Ruiz de la Peña, entregándole el cargo el 24 de enero de 1827.

### Segundo período
La segunda ocasión que se hizo cargo de la gubernatura en forma provisional, fue en 1827, cuando después de las elecciones para Diputados locales, estas fueron ganadas por una mayoría conservadora, quienes fustigaron al gobernador Ruiz de la Peña, al grado de verse obligado a trasladarse a Cunduacán, desconociendo las actividades del Congreso.
Esto significó la caída de Ruiz y el ascenso de Margalli, ya que ocupó la gubernatura desde el 2 de agosto de 1827 como Vicegobernador Constitucional en ejercicio del Poder Ejecutivo, al ser suspendido definitivamente el gobernador Agustín Ruiz de la Peña, debido a que se le encontró culpable por su conducta durante las elecciones para Diputados al Congreso local. y por atentar contra el Congreso del Estado. Margalli, estuvo en el cargo hasta diciembre de 1827 en que hubo nuevas elecciones resultando electos para gobernador el propio Marcelino Margallli y para vicegobernador Santiago Duque de Estrada.

## Gobernador Constitucional de Tabasco
Margalli quien se desempeñaba como gobernador interino, tomó posesión como Gobernador Constitucional en diciembre de 1827 tras ganar las elecciones realizadas ese mismo mes, convirtiéndose en el segundo gobernador Constitucional del estado de Tabasco y el primero de tendencia conservadora. 
Sin embargo en septiembre de 1828, fue declarado "con lugar a formación de causa y suspenso en su cargo" por el Congreso del estado, por lo que fue suspendido como gobernador del estado, tomando posesión del cargo, Pedro José García el 17 de septiembre de 1828.
Los conservadores, a cuya cabeza estaban Marcelino Margalli y Santiago Duque de Estrada, tuvieron peso en el gobierno hasta 1829, en que los liberales volvieron al poder, tras triunfar en las elecciones de ese año.
Marcelino Margalli, falleció en San Juan Bautista, Tabasco en 1852.